# Ollerton
Ollerton este un oraș în comitatul Nottinghamshire, regiunea East Midlands, Anglia. Orașul se află în districtul Newark and Sherwood.